# Consejo de la Shura (Egipto)
El Consejo de la Shura (en árabe: مجلس الشورى, Árabe egipcio: [ˈmæɡles eʃˈʃuːɾɑ]) es la cámara alta del parlamento bicameral egipcio. Su nombre se podría traducir al español como "el Consejo Consultivo". La cámara baja del parlamento es la Asamblea del pueblo egipcio.
El Consejo de la Shura fue creado en 1980 a través de una enmienda constitucional. El Consejo está compuesto por 264 miembros de los cuales 176 miembros son elegidos directamente y 88 son nombrados por el Presidente de la República para períodos de seis años. La membresía está girando, con la mitad del Consejo se renovará cada tres años.
Los poderes legislativos del Consejo de la Shura son limitados. Se eligió a los miembros de la Asamblea Constituyente de Egipto. En la mayoría de los asuntos de la legislación, la Asamblea del Pueblo se reserva la última palabra en caso de desacuerdo entre las dos casas.

## Poderes
A pesar de los poderes del Consejo de la Shura no son tan extensas y efectivas como la Asamblea del pueblo egipcio, su jurisdicción conforme a lo dispuesto por los artículos (194) y (195) de la Constitución abarca el estudio y proposición de lo que se considera necesario para preservar los principios de la 23 de julio la revolución y el 15 de mayo de 1971 la revolución correctiva. El Consejo de la Shura debe ser consultado en la siguiente (artículo 195):
El consejo debe ratificar:
- Facturas de la enmienda constitucional.
- Todos los tratados o convenios que afecten a la integridad territorial o la soberanía de Egipto.

En caso de desacuerdo con la Asamblea Popular, un comité combinado está formado compuesto por presidentes de ambas cámaras y los miembros de siete de cada cámara. El proyecto de ley es examinada de nuevo en ambas cámaras. Si bien todavía no está de acuerdo, la cuestión es, una vez más en una sesión conjunta de ambas cámaras para llegar a una declaración común.
El consejo se considera en una capacidad consultiva para:
- Borradores, y los planes generales de desarrollo social y económico.
- Proyectos de ley remitido al Consejo por el Presidente de la República.
- Todas las cuestiones relativas a la política general del Estado o de los asuntos internacionales a que se refiere al Consejo Consultivo por el Presidente de la República.

En este caso, el Consejo sostiene su decisión al presidente y la Asamblea del Pueblo.

## Elecciones al parlamento
Actualmente hay 18 partidos políticos reconocidos que cubren un amplio espectro político. Sin embargo, la formación de partidos políticos basados en la religión están técnicamente prohibidos por la Constitución. Los grupos de oposición política y de presión, como los Hermanos Musulmanes, están activos en Egipto, y sus puntos de vista pública, y están representados en los distintos niveles del sistema político. Sin embargo, el poder está concentrado en las manos del Presidente de la República y el Partido Nacional Democrático, que conserva una mayoría calificada en la Asamblea del pueblo egipcio.